# Харин, Алексей Петрович
Алексей Петрович Харин — советский хозяйственный, государственный и политический деятель.

## Биография
Член КПСС.
С 1941 года — на хозяйственной, общественной и политической работе. В 1941—1967 годах — заместитель главного технолога, главный технолог, начальник цеха, главный инженер, директор Южно-Уральского машиностроительного завода, заместитель председателя СНХ Оренбургского экономического административного района, председатель Исполнительного комитета Оренбургского промышленного областного Совета, преподаватель кафедры технологии машиностроения, резания, станков и инструментов Оренбургского государственного университета.
Избирался депутатом Верховного Совета РСФСР 6-го созыва.